# Las chicas de alambre
Las chicas de alambre es una novela del escritor español Jordi Sierra i Fabra. Narra las investigaciones de un periodista español, Jon Boix, encargado de hacer un reportaje sobre «Las chicas de alambre», un tema dejado de lado durante 10 años. El libro fue publicado en 1999 bajo la editorial Santillana. Más tarde, la editorial Alfaguara, publicó la novela bajo la categoría serie roja juvenil en 2007. 

## Breve resumen libro Las chicas de alambre
Había tres modelos: Vanessa, Jess Hunt y Cyrille, que usaban nombres artísticos. Estas tres mujeres eran reconocidas por su extrema delgadez y, al ser contratadas por una nueva agencia, fueron apodadas “Las chicas de Alambre”.
A pesar de su juventud, tan solo 25 años, se vieron enfrentadas a un drástico cambio en sus carreras debido a problemas de anorexia y, eventualmente, al abuso de drogas.
La primera en fallecer fue Cyrille, quien tomó la trágica decisión de suicidarse tras enterarse de que estaba infectada con VIH. Su pérdida sacudió profundamente a sus compañeras. Poco tiempo después, Jess también sucumbió, abrumada por la depresión que le causó la revelación de su propia anorexia y la muerte de su amiga.
Estas trágicas muertes afectaron gravemente a la tercera modelo, Vanessa, quien sufrió un colapso emocional que la llevó a ser internada durante varios meses en una clínica especializada por sus problemas alimentarios.
Tras su recuperación, Vanessa decidió alejarse del mundo del modelaje y desapareció, de manera que nadie conocía su paradero.
Con motivo del décimo aniversario de la desaparición de las chicas, la revista Zonas Interiores encargó a un periodista, Jon, que investigara sobre "Las chicas de Alambre" para redactar un artículo. Aunque su misión era informar, Jon tenía un interés personal: deseaba localizar a Vanessa y comunicarse con ella directamente.
Comenzó su investigación contactando a personas cercanas a Vanessa: amigos, familiares y representantes de agencias de modelos. Sus indagaciones lo llevaron a recorrer diversas ciudades, desde España hasta Nueva York, entrevistando a quienes habían estado en contacto con las modelos. Con el tiempo, algunas fotografías y cartas lo guiaron hacia Noraima, la asistente personal de Vanessa, quien había llegado a quererla como a una madre.
Siguiendo las pistas, Jon decidió emprender un viaje a Aruba, el lugar donde residía Noraima. Desde el principio, el periodista se mostró reticente a involucrarse con la historia de las WireGirls, dado el reto emocional y las complejidades del caso; sin embargo, a medida que su investigación avanzaba y surgían nuevas pistas, se sentía cada vez más intrigado.
Al llegar a Aruba y contactar a Noraima, esta le reveló la devastadora noticia: Vanessa había fallecido por complicaciones derivadas de la anorexia. Para corroborar su historia, lo invitó al cementerio para que viera la tumba de Vanessa.
Sin embargo, Jon no pudo sacudirse de la sensación de que había algo extraño en el comportamiento de Noraima. Siguiendo su instinto, decidió ir esa misma noche a la casa de la asistente.
Al llegar, se acercó a una ventana y lo que vio lo dejó estupefacto: Vanessa estaba allí, en casa de Noraima. A pesar de seguir siendo igual de hermosa, sus ojos reflejaban tristeza y su rostro mostraba una profunda desolación.
Tras finalizar su viaje a Aruba, Jon regresó a casa con el dilema de cómo proceder con el artículo. Había encontrado a Vanessa, pero su historia era mucho más compleja de lo que había imaginado.

## Personajes

### Principales
- Jon Boix:  Nació y vive en Barcelona. Tiene 25 años. Es periodista de “Zonas Interiores”, la directora de la revista es su madre. Es el encargado de publicar un artículo sobre las “chicas de alambre” por el décimo aniversario de la desaparición de Vania, una de ellas. Se pasa toda la obra viajando y hablando con conocidos de la desaparecida modelo.
- Vania/Vanessa Molins Cadafalch: Nació en España es una «top model» desaparecida hace diez años. Es descrita como una mujer de piel blanca, cabello negro y ojos grises. Cuando era top model era anoréxica, al punto de ganarse su puesto en "Las chicas de alambre", pero después lo superó, fue internada en un hospital psiquiátrico a causa de la muerte de Cyrille y de Jess, luego de salir de este dejó su vida de modelo y se marchó

### Secundarios
- Sofía: Modelo con la cual Jon mantiene una relación a lo largo de la historia, en paralelo a la investigación. Su trabajo como modelo no le daba los frutos que ella deseaba, por lo que Jon le ayuda a trabajar en Z.I., pero sin desligarse del mundo del modelaje.
- Cyrille/Narim Wirmeyd:  nació en Egipto vendida por su padre a un traficante de camellos. Fue descubierta por Jean Claude Pleyel como modelo, físicamente era de piel oscura y cabello corto, tenía ojos oscuros y misteriosos.
- Jess Hunt: Nació en Toledo, Ohio. . Fue Miss Ohio. Hizo una rápida y meteórica carrera. Era rubia con un cabello muy largo y rizado. Tenía ojos verdes y siempre estaba sonriente con su enorme boca abierta y sus dientes blancos. Murió a causa de las drogas.

- Paula Montornés: Jefa de Zonas Interiores y madre, viuda, de Jon. Ella le encarga el trabajo de buscar a Vania y hacer un reportaje de las Wiregirls.

- Elsa  : Es la recepcionista de Zonas Interiores y es muy amiga de Jon.